# 데이비드 에드워즈 (축구 선수)
데이비드 알렉산더 에드워즈(영어: David Alexander Edwards, 1986년 2월 3일 ~ )는 발라 타운 FC에서 활약하고 있는 웨일스의 축구 선수이다.

## 수상
울버햄프턴 원더러스
- 풋볼 리그 챔피언십: 2008–09[1]
- 풋볼 리그 1: 2013–14[1]